# Gara Abrud
Gara Abrud este o stație de cale ferată care deservește Abrud, județul Alba, România. Aceasta este folosita ca gara Mocănitei Abrud-Câmpeni. Înainte de 2001, aceasta a funcționat și ca gara Mocănitei Abrud-Turda,dar în acel an Mocănita Abrud-Turda a fost desființata.